# Lestrigoni
Lestrigoni (starogrško Λαιστρυγόνες, latinizirano: Lestrigónes) so bili v grški mitologiji pleme ljudožerskih velikanov. Zanje so trdili, da so bili potomci Pozejdonovega sina Lestrigona.
Po Tukididu (6.2.1.) in Polibiju (1.2.9) so Lestrigoni naseljevali jugovzhodno Sicilijo. Ime je podobno imenu Lestrikoni, veje ljudstva Corsi na severovzhodni obali Sardinije (danes Gallura). 

## Mitologija
Med potovanjem domov na Itako so "Odisejevi vojaki z ducatom ladij prispejo v skalnato Lamosovo trdnjavo Telepil, mesto Lestrigonov". Velikani so požrli veliko Odisejevih mož in uničili enajst od njegovih dvanajstih ladij, tako da so nanje z visokih pečin metali skale. Odisejeva ladja ni bila uničena, ker je bila skrita v zalivu blizu obale. Vsi na Odisejevi ladji so incident preživeli.  
Lamos kasneje ni več omenjen in se lahko razume kot ustanovitelj mesta ali ime otoka, na katerem se je mesto nahajalo. V tej deželi so ljudje, ki so zdržali brez spanja, lahko zaslužili dve plači: prvo kot pastirji živine in drugo kot pastirji drobnice, saj  so delali ponoči in podnevi. Pristanišče, kjer so pristale Odisejeva ladje, je bilo obdano s strmimi pečinami, in imelo en sam vhodom med dvema rtoma. Kapitani so svoje ladje zasidrali prav tam, ker je bilo morje povsem mirno. 
Odisej je svojo ladjo privezal na skalo izven pristanišča in splezal na visoko skalo, da bi se razgledal. Videl je samo dim, ki se je dvigal iz zemlje, in tja poslal opazovalca z dvema spremljevalcema. Možje so na poti srečali mladenko, ki je šla po vodo in rekla, da je hči kralja Antifata in jih napotila do njegove hiše. Ko so prispeli tja, so naleteli na velikansko žensko, Antifatovo ženo, ki je nemudoma poklicala svojega moža. Antifat je ob prihodu takoj zgrabil enega od mož, ga ubil in pojedel. Druga dva moža sta pobegnila, a ju je zasledovalo na tisoče Lestrigonov, ki so bili bodisi velikani bodisi zelo veliki ljudje. S pečin so metali ogromne skale, razbijali ladje in Odisejeve može prebadali kot ribe. Odisej pobegnil s svojo ladjo, ki ni bila ujeta v pristanišču. Vse druge ladje s posadkami vred so bile izgubljene. Odisej je od tam odplul na Kirkin otok Ajaja.
Po mnenju zgodovinarja Angela Paratica so Legistroni proizvod legende, ki izvira iz pogleda grških mornarjev na Velikane Monte Prama, nedavno izkopane na Sardiniji.
Kasnejši Grki so verjeli, da so Lestrigoni in Kiklopi nekoč naseljevali Sicilijo.
- John Flaxman: ilustracija za Odisejado (1810)
- Odisej pri Lestrigonih[7]
- Freska v hiši na Via Graziosa; rimski slikar okoli 125 pr. n. št.
- Lestrigonska pustolovščina, homerska freska iz Esquilina, Rim